# Fondo Nacional del Ambiente
El Fondo Nacional del Ambiente o FONAM fue una organización sin fines de lucro encargada de promover la inversión pública y privada en el desarrollo de proyectos y programas para la mejora de la calidad ambiental, el uso sostenible de los recursos naturales y el fortalecimiento de capacidades en gestión ambiental en el Perú. El FONAM fue creado el 2 de mayo de 1997 a través de la Ley n. 26793 emitida por el Congreso de la República durante el gobierno de Alberto Fujimori.
Dentro de los informes que generaba el FONAM se encuentran los inventarios de pasivos ambientales prioritarios y las inversiones requeridas para remediarlos.
El 23 de enero de 2020 en base al Decreto de Urgencia n. 022-2020 emitido por el ex Presidente de la República, Martín Vizcarra Cornejo, todas las funciones del FONAM pasaron al Fondo de Promoción de las Áreas Naturales Protegidas del Perú (PROFONANPE).
La transferencia de las funciones del Fondo Nacional del Ambiente al Fondo de Promoción de las Áreas Naturales Protegidas del Perú —una entidad dedicada a la promoción de las áreas naturales protegidas— generó preocupación en algunas federaciones indígenas respecto al manejo de la remediación de los pasivos ambientales debido a la inexperiencia del PROFONANPE en esa área.

## Funciones
Dentro de los servicios ofrecidos por el FONAM a nivel nacional se establecieron los siguientes:
- Identificar fuentes de financiamiento para la promoción, preinversión e inversión del sector público y privado y servir como facilitador financiero entre las instituciones financieras nacionales e internacionales y los agentes económicos, así como administrador de fondos y fideicomisos con recursos proporcionados por el sector privado, público, fuentes bilaterales, multilaterales y de las negociaciones mundiales del cambio climático como el Fondo Verde del Clima.
- Brindar soporte a la implementación de las tres convenciones de Naciones Unidas: Cambio Climático, Conservación de la Biodiversidad, y Lucha contra la Desertificación.
- Promover la inversión pública y privada, desarrollar programas financieros ad hoc para facilitar la implementación de proyectos/programas de inversión ambientales relacionados con los temas de Mecanismo de Desarrollo Limpio (Certificados de Reducción de Emisiones, CERs), Mercado Voluntario de Carbono (Reducciones Voluntarias de Emisiones, VERs), bosques, REDD+, servicios ambientales, NAMAs, INDCs, desertificación, transporte sostenible, energías renovables, eficiencia energética, tecnologías limpias, construcciones sostenibles, gestión del agua y de residuos urbanos, remediación de pasivos ambientales (mineros, energéticos e industriales), neutralización de la Huella de Carbono y desarrollo sostenible.
- Desarrollar el conocimiento y fortalecer capacidades en aspectos ambientales en diversas instituciones como municipalidades, gobiernos regionales, empresas privadas, bancos, universidades, comunidades nativas, ONG, entre otras.

## Cierre del Fondo
El 2 de enero de 2020 la directora ejecutiva del FONAM, Julia Justo, confirmó la transferencia de 183 millones de soles desde el Ministerio de Energía y Minas (MINEM) hacia el Fondo para la remediación ambiental de algunos sitios contaminados en el lote 192 (antes Lote 1-AB) con base en la Resolución Ministerial n. 415-2019-MINEM/DM emitida el 26 de diciembre de 2019. El monto había sido comprometido desde 2018 ante la solicitud de la Federación Indígena Quechua del Pastaza (FEDIQUEP), la Asociación Cocama de Desarrollo y Conservación San Pablo de Tipishca (ACODECOSPAT), la Organización de Pueblos Indígenas Kichuas, Amazónicos Fronterizos del Perú y Ecuador (OPIKAFPE) y la Federación de Comunidades Nativas de la Cuenca del Corrientes (FECONACOR) de la región Loreto. Las cuatro federaciones indígenas conforman las Cuatro Cuencas, agrupando a las comunidades de las cuencas del Pastaza, Corrientes, Tigre y Marañón afectadas por las actividades de exploración y extracción de petróleo por parte de la multinacional estadounidense Occidental Petroleum Corporation (de 1971 a 2000), la transnacional argentina Pluspetrol Norte (de 2000 a 2015) y las canadienses Pacific Exploration & Production (2015) y Frontera Energy.
El monto de 183 millones solo serviría para remediar el impacto ambiental negativo en diez de los más de 2000 sitios contaminados. Según la evaluación del FONAM, el costo requerido para remediar los 32 sitios priorizados es de 700 millones de soles.
Aproximadamente tres semanas después de la transferencia de los fondos del MINEM al FONAM, en base al Decreto de Urgencia n. 022-2020 emitido por el Presidente de la República, Martín Vizcarra Cornejo, todas las funciones del FONAM pasaron a Fondo de Promoción de las Áreas Naturales Protegidas del Perú (PROFONANPE).

## Algunas publicaciones
- 2019. Reporte: Loreto: estadísticas ambientales, diciembre 2019. Lima: Fondo Nacional del Ambiente.
- 2019. Reporte: Madre de Dios: estadísticas ambientales, diciembre 2019. Lima: Fondo Nacional del Ambiente.
- 2008. Información estadística: Pasivos ambientales mineros prioritarios a nivel nacional. Lima: Fondo Nacional del Ambiente.
- 2008. Información estadística: Inversión estimada de remediación de pasivos ambientales mineros por tipo de concesión en Cajamarca al 2008.. Lima: Fondo Nacional del Ambiente.
- 2007. Información estadística: Situación de los pasivos ambientales mineros a nivel nacional. Lima: Fondo Nacional del Ambiente.
- 2003. Información estadística: Inversión estimada de remediación de pasivos ambientales mineros a nivel nacional. Lima: Fondo Nacional del Ambiente.